# Leucocroton moncadae
Leucocroton moncadae là một loài thực vật có hoa trong họ Đại kích. Loài này được Borhidi mô tả khoa học đầu tiên năm 1975 publ. 1976.